# Mesjac avgust
Mesjac avgust (Месяц август) è un film del 1971 diretto da Vadim Vasili'evič Michajlov.